# 대드스
대드스(Dads)는 미국의 시트콤으로, 비디오 게임 개발자로서 성공한 삶을 살던 중 아버지들과 함께 살게 되면서 삶에 변화를 맞이하게 된 두 남자의 이야기이다.
현지에서는 FOX를 통해 2013년 9월 17일부터 2014년 2월 11일까지 방영되었다(총 18화). 대한민국에서는 방영되지 않았다.